# Doraemon: Shin Nobita no Nippon tanjō
Série
Doraemon: Nobita no supēsu hīrōzu
(2015) Doraemon: Nobita no nankyoku kachikochi daibōken
(2017)
Pour plus de détails, voir Fiche technique et Distribution.
Doraemon: Shin Nobita no Nippon tanjō (ドラえもん 新・のび太の日本誕生, littéralement « La Nouvelle Naissance du Japon de Nobita ») est un film d'animation japonais réalisé par Yakuwa Shinnosuke, sorti le 5 mars 2016 au Japon,. Il s'agit du 37e film tiré du manga Doraemon. Il s'agit d'un remake du film Doraemon: Nobita no Nippon tanjō sorti en 1989.

## Fiche technique
- Titre : Doraemon: Shin Nobita no Nippon tanjō
- Titre original : ドラえもん 新・のび太の日本誕生
- Réalisateur : Yakuwa Shinnosuke
- Scénario : Yakuwa Shinnosuke et Shimizu Higashi  d'après le manga de Fujiko F. Fujio
- Société de production : Asatsu-DK, Fujiko Productions, Shin-Ei Animation, Shōgakukan-Shueisha Productions et TV Asahi
- Pays de production :  Japon
- Genre : Animation, comédie et science-fiction
- Durée : 104 minutes
- Dates de sortie : 
  - Japon : 5 mars 2016[4]

## Distribution
- Wasabi Mizuta : Doraemon
- Megumi Ohara : Nobi
- Yumi Kakazu : Shizuka
- Tomokazu Seki : Suneo
- Subaru Kimura : Géant